# Hurá do basy
Hurá do basy (v originále Let's Go to Prison) je americký hraný film z roku 2006, který režíroval Bob Odenkirk. Snímek měl světovou premiéru dne 17. listopadu 2006.

## Děj
John Lyshitski je zločinec, který byl už od dětství několikrát uvězněn. Když je znovu propuštěn z vězení, je odhodlán pomstít se soudci Nelsonu Biedermanovi, kterého považuje za zodpovědného za svůj život. Dozví se ale, že právě zemřel. Rozhodne se pomstít alespoň jeho synovi Nelsonovo Biedermanovi IV. Nastraží na něj past, aby se dostal do vězení, a postará se, aby se tam také vrátil, aby mu udělal ze života peklo. Ale ne všechno půjde tak, jak si naplánoval.

## Obsazení
| Dax Shepard     | John Lyshitski        |
| Will Arnett     | Nelson Biederman IV   |
| Chi McBride     | Barry                 |
| David Koechner  | Shanahan              |
| Dylan Baker     | Warden                |
| Michael Shannon | Lynard                |
| Miguel Nino     | Jesus                 |
| Jay Whittaker   | Icepick               |
| Amy Hill        | soudkyně Eva Fwae Wun |
| David Darlow    | soudce Biederman      |
| Joseph Marcus   | Pawn Broker           |
| Bob Odenkirk    | Duane                 |
| Nick Phalen     | John v 8 letech       |
| A.J. Balance    | John v 18 letech      |
| Jerry Minor     | strážce               |
| Mary Seibel     | starý barman          |